# 斉藤国治
斉藤 国治（齊藤 国治、さいとう くにじ、1913年7月1日 - 2003年2月21日）は、日本の天文学者、天文学史家。

## 略歴
- 1913年 - 東京生まれ。
- 1936年 - 東京帝国大学理学部天文学科卒業。
- 1958年 - 「太陽コロナに就いて」で理学博士。
- 1964年 - 東京大学東京天文台教授に就任。
- 1973年 - 日本天文学会理事長就任
- 1975年 - 東京天文台を定年退官、名誉教授。以後「古天文学」を創設し研究に専念する[1]。斉藤にちなんでくにじ (小惑星)が名づけられた。
- 2003年2月21日 - 逝去（89歳）[2]。

## 東京天文台在職中
東京天文台在職中は、太陽光の高精度スペクトルを研究するとともに、世界各地に日食観測のために渡航した。太陽コロナの極付近から出る光条について報告した論文は、今まで国際学術誌に100回近く引用されている。また、明治以後の日食、ハレー彗星、金星の太陽面通過観測の歴史の詳細な総合報告を発表した。退職後はパソコンPC9801を購入して、主に日本と中国の古い記録に残る天文現象の検証に精力的に取り組んだ。その成果は、『星の古記録』（岩波新書）など、10冊以上の著作となって実を結んだ。そうした天文現象の古記録を現代天文学によって検証する分野に対して「古天文学」と呼ぶことを提唱したが、賛否両論が起こった。

## 著書
- 『宇宙千一夜』東大学術助成協会 1961
- 『飛鳥時代の天文学』河出書房新社 (アストロ・ライブラリー)1982
- 『星の古記録』1982 岩波新書
- 『国史国文に現れる星の記録の検証』雄山閣出版 1986
- 『古天文学 パソコンによる計算と演習』恒星社厚生閣 1989
- 『古天文学の道 歴史の中の天文現象』原書房 1990
- 『古天文学の散歩道 天文史料検証余話』恒星社厚生閣 1992
- 『日本・中国・朝鮮古代の時刻制度 古天文学による検証』雄山閣出版 1995
- 『宇宙からのメッセージ 歴史の中の天文こぼれ話』雄山閣出版 1995
- 『定家『明月記』の天文記録 古天文学による解釈』慶友社 1999
- 『歴史のなかの天文 星と暦のエピソード』雄山閣 2017

### 編著
- 『中国古代の天文記録の検証』小沢賢二共著 雄山閣出版 1992
- 『古天文・暦日の研究 天文学で解く歴史の謎 小川清彦著作集』編著 皓星社 1997

## 論文
- <斉藤国治

### 日本語論文の一部
- 三鷹に於ける大気の散乱光の観測、『東京天文台報』、第10巻(4)、297－303、1953年。
- ロケット分光学、『天文月報』、第70巻 No.4、1977年。
- 斎藤国治・ほか、明治以降わが国の天文および地球物理学者がおこなった日食観測の記録 、

『東京天文台報』、第14巻(1)、1－78、1966年。
- 斎藤国治ほか、金星の日面経過について,特に明治7年(1874)12月9日日本における観測についての調査-前-(総合報告)、『東京天文台報』、第16巻(1)、72－162、1972年。
- 斎藤国治ほか、金星の日面経過について,特に明治7年(1874)12月9日 日本における観測についての調査-後-(総合報告)、『東京天文台報』、第16巻(2)、259－385、1973年。
- 斎藤国治ほか、明治43年のハレー彗星についての調査 総合報告、『東京天文台報』、第16巻(4)、760－906、1974年。
- わが国の天文史料中の「星昼見」記事についての検証、『科学史研究』第2期：第18巻(通号No.130)、80―86、1979年。